# Ivan Rudež

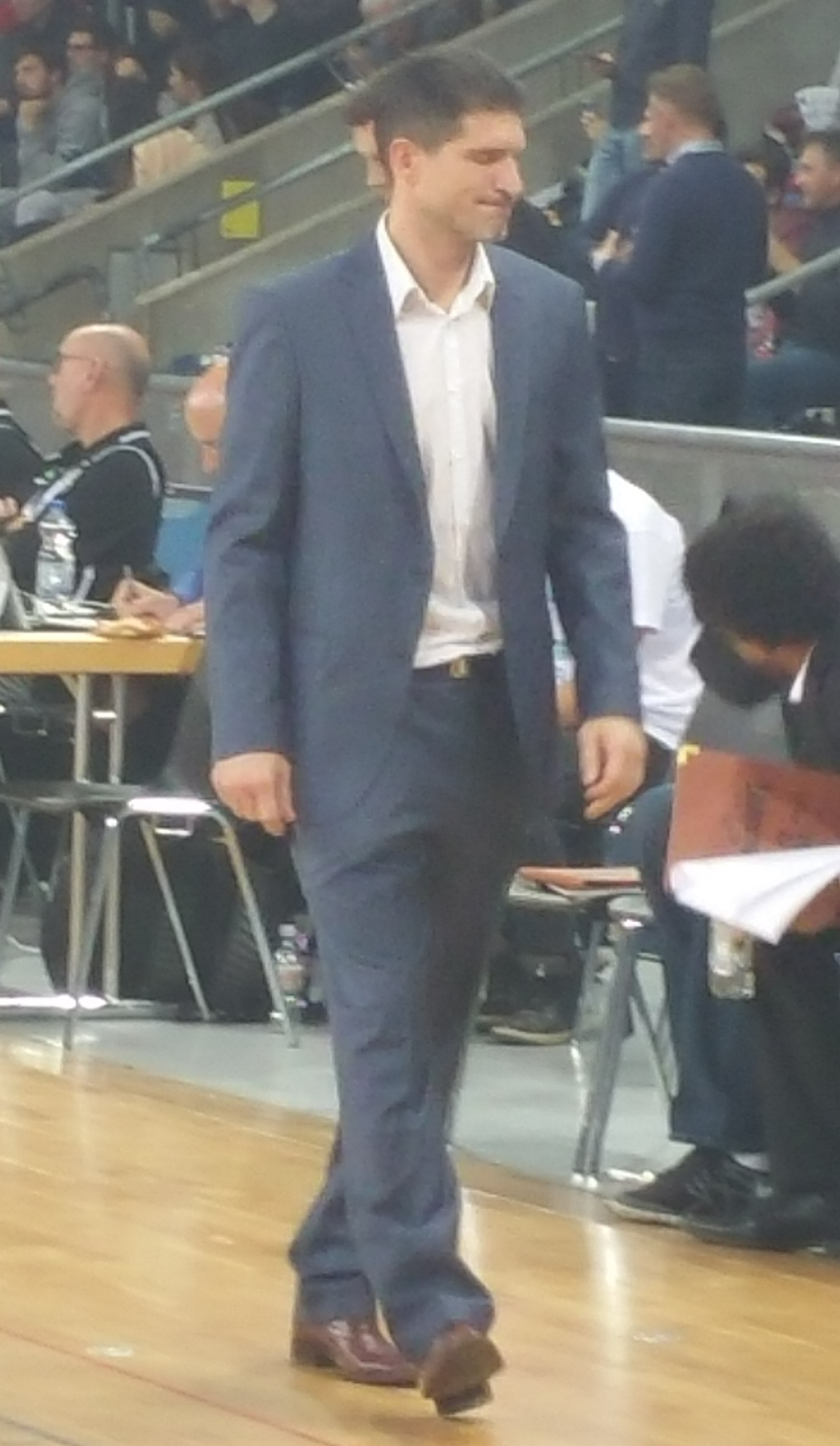
Rudež im Jahr 2018

Ivan Rudež (* 22. Dezember 1979) ist ein kroatischer Basketballtrainer.

## Leben
Rudež arbeitete beim kroatischen Verein B.C. Zrinjevac ab 2004 zunächst als Jugendtrainer, dann als Co-Trainer der Herrenmannschaft, in der Saison 2006/07 dann als Cheftrainer in der zweithöchsten Spielklasse seines Heimatlandes.
Im Sommer 2007 war der ältere Bruder des kroatischen Basketballprofis Damjan Rudež für eine US-Spielervertretungsagentur als Talentesichter bei der U20-Europameisterschaft tätig, zum Spieljahr 2007/08 trat er das Amt des Cheftrainers beim slowakischen Erstligisten BC Prievidza an und arbeitete auf dieser Stelle bis zum Ende der Saison 2009/10. Rudež kehrte nach Kroatien zurück und war 2010/2011 als Co-Trainer beim Erstligisten KK Cedevita tätig. In der Sommerpause 2011 übernahm er den Trainerposten beim österreichischen Bundesligisten BC Vienna, Ende November 2011 kam es aufgrund der schwierigen sportlichen Lage zur Trennung zwischen Rudež und den Wienern. Unter der Leitung des Kroaten hatte die Mannschaft drei Spiele gewonnen und sechs verloren. Er wurde noch im selben Jahr Assistent von Trainerkoryphäe Jasmin Repeša bei Cibona Zagreb und trug dort zum Gewinn des kroatischen Meistertitels 2012 bei.
2012 wurde Rudež Cheftrainer beim Schweizer Nationalligisten Lions de Genève, die er 2013 und 2015 jeweils zum Gewinn des Meistertitels sowie des Ligapokals führte. 2014 gewann er mit Genf den nationalen Pokalwettbewerb. In den Spielzeiten 2012/13 und 2014/15 wurde er vom Internetdienst eurobasket.com zum Nationalliga-Trainer des Jahres gewählt.
2016 verließ er Genf und wurde slowakischer Nationaltrainer. Er betreute die Nationalmannschaft bis 2018, im November 2018 übernahm er als Nachfolger des entlassenen Michael Mai das Cheftraineramt beim deutschen Zweitligisten PS Karlsruhe. Er führte die Mannschaft im weiteren Verlauf des Spieljahres 2018/19 als Tabellenachter in die ProA-Endrunde, in der man im Viertelfinale mit 0:3-Siegen gegen Chemnitz ausschied. Anfang Februar 2020 wurde er entlassen. Zu diesem Zeitpunkt stand die Karlsruher Mannschaft mit sieben Siegen und 15 Niederlagen auf dem 15. Tabellenplatz. Im April 2020 wurde er als neuer Cheftrainer des niederländischen Erstligisten Donar Groningen vorgestellt. Mitte April 2021 gab der Verein die Trennung bekannt. Rudež hatte mit Groningen einen guten Auftakt in die Saison 2020/21 hingelegt, vor seiner Entlassung mit der Mannschaft aber nur drei von acht Ligaspielen gewonnen.
Im Sommer 2022 trat er das Amt des Cheftrainers des ungarischen Erstligisten Kaposvári KK an. Im Anschluss an die Saison 2022/23 wechselte Rudež in die Schweiz, wurde Leiter des Basketballleistungszentrums des Landes und damit für die Förderung von Nachwuchstalenten zuständig. Als Nationaltrainer betreute er 2025 die Schweizer Auswahl bei der U19-Weltmeisterschaft in Lausanne, an der man als Gastgeber teilnahm. Dort führte er die Schweizer ins Viertelfinale, was als einer der größten Erfolge in der Basketballgeschichte des Landes eingestuft wurde.
Ende Juli 2025 beendete er seine Arbeit in der Schweiz und trat das Amt des Cheftrainers von KK Cibona Zagreb an.